# 狭山藩
狭山藩（さやまはん）は、河内国に存在した藩。藩主家は外様大名の後北条氏（北條氏）。藩庁として丹南郡池尻村および半田村（現・大阪府大阪狭山市狭山）に狭山陣屋を構えた。

## 藩史
北条氏の祖は、関東地方で勢威を振るった北条早雲である。しかし北条氏は天正18年（1590年）、豊臣秀吉の小田原征伐により関東の支配を失ってしまう。戦後の処罰により、北条氏第4代当主・北条氏政と北条氏照は戦争責任を問われ切腹となったが、第5代当主・北条氏直は徳川家康の娘婿であるという所以から、北条氏規（北条氏康の五男で氏政、氏照の弟）は和平に尽力し、秀吉とも会見していたという経緯から特別に許され、高野山での蟄居を命じられた。
天正19年（1591年）、氏直は嗣子の無いまま30歳で死去した。このため、北条氏の嫡流は断絶したが、氏規がその跡を継いで北条家の当主となる。その後、罪を許されて氏規の子・北条氏盛は下野国内で4000石、氏規も河内狭山で7000石を領することになる。慶長5年（1600年）、氏規が没すると氏盛はその家督と遺領を継いで1万1000石の大名となる。これが狭山藩の始まりである。以後、後北条家12代の支配で明治維新にまで至った。
当初、氏規の大坂屋敷があった久宝寺町（大阪市中央区）で政務を執り行っていた。第2代藩主・氏信の元和2年（1616年）、狭山の地に陣屋を営んだ。
第3代藩主・氏宗は、日常の飲酒により病を得て江戸城登城がままならない状態が続いたため、寛文10年（1670年）、藩主の座を退いた。しかし、後継の氏治には老中・稲葉正則の反対により家督相続が認められない状態が続いた。北条一門の運動により前老中・酒井忠清の取り成しで、氏治は新たに藩を立てるという名目で1万石が与えられ、狭山藩が存続することとなった。
第7代藩主・氏彦の宝暦10年（1760年）、下級武士による藩政改革の要求運動、世に言う「狭山騒動」が起こった。しかし、運動にもかかわらず改革は遅々として進まなかった。
第11代藩主・氏燕は嘉永元年（1848年）、藩校「簡修館」を再興し、他藩の子弟にも広く門戸を開放した。また安政5年（1858年）、財源確保のため山間の農民が作る氷豆腐を専売品とした。
江戸時代後期から幕末にかけて、天保8年（1837年）の大塩平八郎の乱、安政元年（1849年）のプチャーチンの大坂湾進入、文久3年（1863年）の天誅組の鎮圧などに出兵し、軍事費が嵩んだ。慶応4年（1868年）からの戊辰戦争では新政府軍に加わった。しかし、江戸中期からの財政赤字と度重なる出兵により藩の財政は破綻しており、明治2年（1869年）、最後の藩主である氏恭は他藩に先駆けて版籍奉還を行なった。氏恭は藩知事に任ぜられるも辞任を乞い、同年12月に認められた。軍事費と藩債に潰された狭山藩は、明治4年（1871年）の廃藩置県を待たずして崩壊し、堺県に併合となった。
その後、狭山陣屋上屋敷の大手筋にあった北表門が本願寺堺別院（堺北御坊）に移築され、御成門と呼ばれて現存する。明治14年（1881年）には堺県が大阪府に編入された。
なお、藩主家は明治17年（1884年）、子爵となり華族に列せられている。

## 歴代藩主

### 北條（北条）家
外様 1万1000石→1万石
1. 北条氏盛
2. 北条氏信
3. 北条氏宗
4. 北条氏治（1万石に減封）
5. 北条氏朝
6. 北条氏貞
7. 北条氏彦
8. 北条氏昉
9. 北条氏喬
10. 北条氏久
11. 北条氏燕
12. 北条氏恭

## 幕末の領地
- 河内国
  - 錦部郡のうち - 13村（うち11村を堺県、2村を膳所藩に編入）
  - 古市郡のうち - 2村（堺県に編入）
  - 大県郡のうち - 2村（同上）
  - 河内郡のうち - 1村（同上）
  - 丹南郡のうち - 5村（同上）
  - 丹北郡のうち - 5村（同上）
- 近江国
  - 滋賀郡のうち - 1村（膳所藩に編入）
  - 栗太郡のうち - 3村（大津県に編入）　
  - 野洲郡のうち - 2村（同上）
  - 甲賀郡のうち - 1村（同上）